# 考托克里斯托
考托克里斯托是古巴的城鎮，位於該國東南部考托河畔，属格拉瑪省，面積550平方公里，海拔高度50米，2004年人口21,159，人口密度為每平方公里38.5人。